# Sân bay Ménaka
Sân bay Ménaka (ICAO: GAMK) là một sân bay ở đô thị Ménaka, Mali. Sân bay nằm cách thành phố 5 km (3 mi) về phía tây.